# دومينيك غلين
دومينيك غلين (بالإنجليزية: Dominic Glynn)‏ هو ملحن بريطاني، ولد في 27 سبتمبر 1960.

## وصلات خارجية
- الموقع الرسمي
- دومينيك غلين على موقع IMDb (الإنجليزية)
- دومينيك غلين على موقع ميوزك برينز (الإنجليزية)
- دومينيك غلين على موقع ديسكوغز (الإنجليزية)
- دومينيك غلين على موقع قاعدة بيانات الفيلم (الإنجليزية)